# USS Houston (CA-30)
Pour les autres navires du même nom, voir USS Houston.
L’USS Houston (CA-30) est un croiseur lourd de la flotte américaine de classe Northampton lancé le 7 septembre 1928. Il combattit durant la Seconde Guerre mondiale sur le théâtre du Pacifique. Il fut coulé par la Marine japonaise lors de la bataille du détroit de la Sonde le 28 février 1942.

## Entre-deux-guerres
Sorti de chantier, le croiseur lourd effectue une croisière de rodage en Atlantique et revient aux États-Unis en octobre 1930. Il rejoint alors la flotte à Hampton Roads. Le Houston appareille le 10 janvier 1931 pour le Pacifique et accoste à Manille le 22 février. Il devient le navire-amiral de la flotte du Pacifique.
Lorsque survient la crise sino-japonaise à Schanghai le 27 janvier 1932, le Houston fait route pour Shanghai afin de protéger les ressortissants et les intérêts américains. Là, il débarque des troupes pour protéger les ressortissants américains et stabiliser la situation. Le Houston reste sur zone jusqu'à sa relève par le croiseur Augusta le 17 novembre 1933. Il rallie San Francisco et incorpore la Scouting Fleet, participant jusqu'à la Seconde Guerre Mondiale aux manœuvres et aux Fleet problem de la Marine.
Le Houston accueille le président Franklin Roosevelt à plusieurs reprises, en 1934 et en 1935 pour des croisières d'agrément, puis en 1938 pour une revue navale. Le croiseur lourd devient le navire-amiral de la flotte du 19 septembre au 28 décembre 1938 lorsque le contre-amiral Claude C. Bloch porte sa marque à bord. Le Houston appareille de San Francisco le 4 janvier 1939 pour Norfolk et Key West, où il embarque une fois de plus le Président Roosevelt ainsi que le Chief of Naval Operations, l'amiral William Leahy, pour les emmener observer le déroulement de l'exercice Fleet Problem XX. Après un passage sur la côte ouest, le Houston se présente à Pearl Harbor le 7 décembre 1939 pour prendre la tête du détachement hawaïen. Le 3 novembre 1940, il est envoyé aux Philippines où il arrive le 19 novembre, devenant le navire amiral de la flotte asiatique et de l'amiral Thomas C. Hart.

## Seconde Guerre mondiale

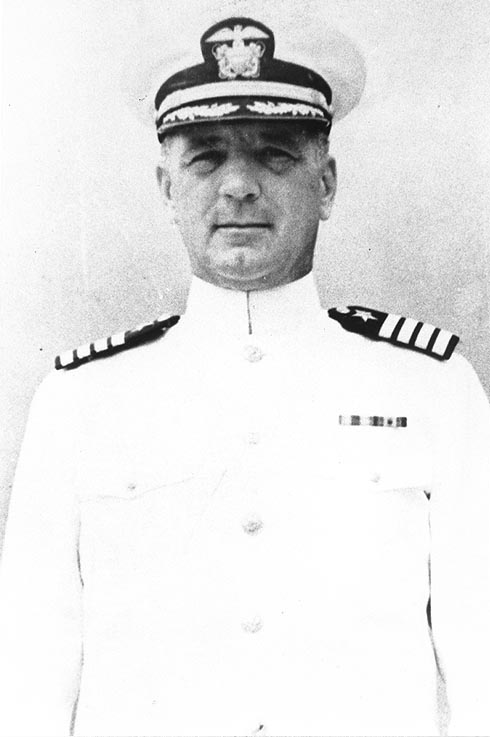
Albert Rooks

À mesure que la crise se creuse, l'amiral Hart met sa flotte en alerte. Le jour de l'attaque japonaise contre Pearl Harbor le 7 décembre 1941, le Houston est en route pour le port de Darwin en Australie, où il arrive le 28 décembre.
Le lendemain de la bataille de la mer de Java, à laquelle il a participé, l'USS Houston est coulé dans la nuit du 28 février au 1er mars 1942 au cours de la bataille du détroit de la Sonde, entre les îles de Sumatra et de Java. Il n’y a que 368 survivants sur 1 008 hommes d’équipage. Ils seront internés dans les camps japonais.
Dans le film Le Pont de la rivière Kwaï de David Lean, William Holden joue le personnage du commander Shears, officier sur ce bâtiment.